# Antoinette Becker
Antoinette Becker, geborene Mathis (* 5. April 1920 in Straßburg; † 29. August 1998 in Berlin) war eine französisch-deutsche Kinder- und Jugendbuchautorin.

## Leben

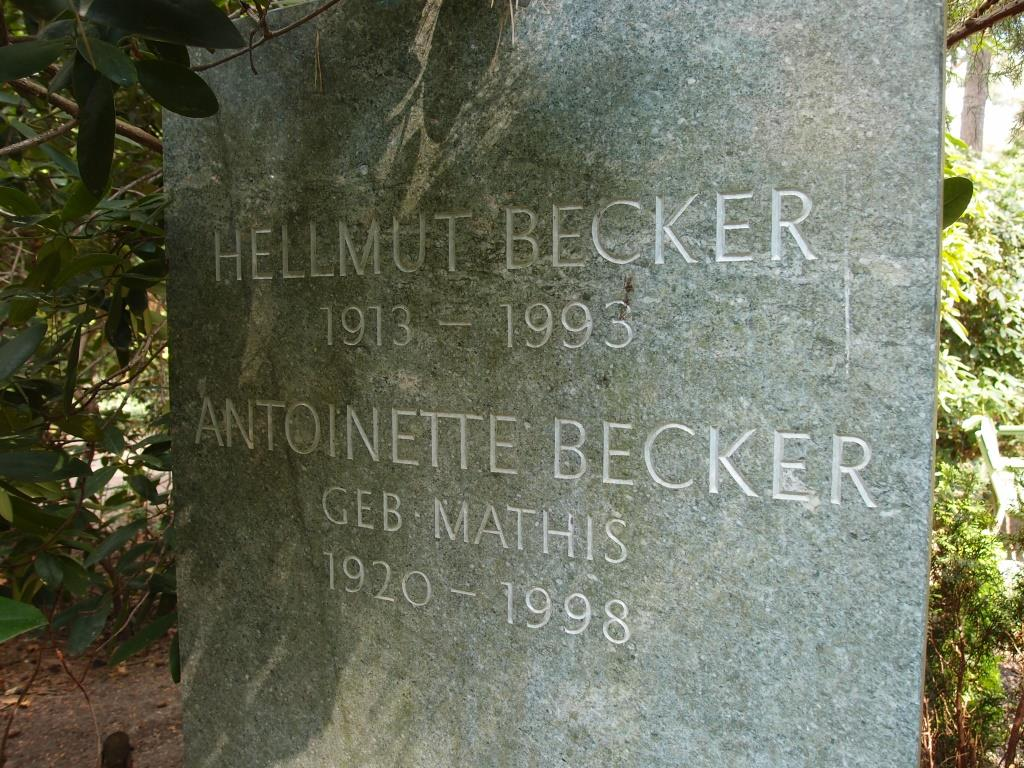
Grab von Antoinette Becker auf dem Waldfriedhof Dahlem in Berlin

Antoinette Mathis war Sekretärin am Lehrstuhl des nationalsozialistischen Staatsrechtlers Ernst Rudolf Huber an der Reichsuniversität Straßburg; der Kriegsverletzte Hellmut Becker war dort Assistent. Mit dem Juristen und späteren Bildungspolitiker führte sie ein bildungsbürgerliches Haus in Kressbronn und zog sechs Kinder groß, darunter den Strafverteidiger Nicolas Becker, den Psychoanalytiker Stephan Becker, die Sexualforscherin Sophinette Becker und den Ziehsohn Joachim Nettelbeck. Weitere Kinder waren Michael, Daniel und David Becker.

## Werke
- Meine Religion, deine Religion. mit Fotos von Elisabeth Niggemeyer. Maier, Ravensburg 1983, ISBN 3-473-33412-X.
- Meine Familie, deine Familie. mit Fotos von Elisabeth Niggemeyer. Maier, Ravensburg 1977, ISBN 3-473-33415-4.
- Jede Familie ist anders. mit Fotos von Elisabeth Niggemeyer. Maier, Ravensburg 1977, ISBN 3-473-55015-9.
- Ich gehe zum Zahnarzt. mit Fotos von Elisabeth Niggemeyer. Maier, Ravensburg 1976, ISBN 3-473-33409-X.
- mit Elizabeth Conolly-Smith: du, ich, wir. Ravensburg 1975, ISBN 3-473-55001-9.
- Ich kann bald schwimmen. mit Fotos von Elisabeth Niggemeyer. Maier, Ravensburg 1975, ISBN 3-473-33407-3.
- Ich bin doch auch wie ihr. mit Fotos von Elisabeth Niggemeyer. Maier, Ravensburg 1975, ISBN 3-473-33408-1.
- Ich habe eine Mark. mit Fotos von Elisabeth Niggemeyer. Maier, Ravensburg 1974, ISBN 3-473-33406-5.
- Ich mag Musik. mit Fotos von Elisabeth Niggemeyer. Maier, Ravensburg 1974, ISBN 3-473-33405-7.
- Ich sorge für ein Tier. mit Fotos von Elisabeth Niggemeyer. Maier, Ravensburg 1973, ISBN 3-473-33404-9.
- Ich bekomme einen Bruder. mit Fotos von Elisabeth Niggemeyer. Maier, Ravensburg 1973, ISBN 3-473-33403-0.
- Ich bin jetzt in der Schule. mit Fotos von Elisabeth Niggemeyer. Maier, Ravensburg 1972, ISBN 3-473-33401-4.
- Ich bin jetzt im Krankenhaus. mit Fotos von Elisabeth Niggemeyer. Maier, Ravensburg 1972, ISBN 3-473-33402-2.
- Kinder fragen nach Gott. Matthias-Grünewald-Verlag, Mainz 1962.